# Брукгейвен (Джорджія)
Брукгейвен (англ. Brookhaven) — місто (англ. city) в США, в окрузі Декальб штату Джорджія. 